# Max Hildebert Boehm
Max Hildebert Boehm (* 16. März 1891 in Birkenruh bei Wenden, Livland; † 9. November 1968 in Lüneburg) war ein deutscher völkischer Politiker, Soziologe und Publizist.

## Herkunft und Jugend
Die Familie Boehms siedelte 1902 von Wenden nach Lothringen über. Sein Vater Maximilian Boehm arbeitete dort als Gymnasiallehrer. Boehm studierte Geistes- und Kunstgeschichte, Philosophie und Soziologie und beendete sein Studium mit einer Dissertation über Johann Gottlieb Fichte.

## Politischer und beruflicher Werdegang
Während des Ersten Weltkrieges engagierte sich Boehm für die deutsche Kulturpropaganda (vgl. Propaganda im Ersten Weltkrieg) und die politische „Grenzlandarbeit“. Gleichzeitig forschte er im Zusammenhang mit Themen wie „Grenz- und Auslanddeutschtum“ und europäischer Nationalitätenkunde. Ab 1926 leitete er gemeinsam mit dem Gründer des Deutschen Schutzbundes für die Grenz- und Auslandsdeutschen, Karl Christian von Loesch, das aus der Arbeitsstelle für Nationalitäten- und Stammesprobleme am Politischen Kolleg hervorgegangene Institut für Grenz- und Auslandstudien (IGA) in Berlin-Steglitz. Von 1933 bis 1945 hatte er an der Universität Jena eine Professur für Volkstheorie und Volkstumssoziologie und lehrte dort auch Nationalitäten- und Grenzlandkunde.

### Juniklub und Volksgruppenpolitik
In der Zwischenkriegszeit zählte Boehm Ulrich Prehn zufolge zu den „wichtigsten Vertretern sowohl des ‚jungkonservativen‘ oder ‚konservativ-revolutionären‘ Spektrums als auch der so genannten volksdeutschen Bewegung“.
Im Jahre 1918 arbeitete Boehm unter Max Erwin von Scheubner-Richter in der „Pressestelle Oberost VIII“ für die deutschen Besatzer in Riga. Weitere Mitarbeiter waren Otto von Kursell und Arno Schickedanz.
1919 gründete er zusammen mit Arthur Moeller van den Bruck, Heinrich von Gleichen und Hans Roeseler den völkisch-nationalen Juniklub.
Boehm leitete zahlreiche Vereine und Organisationen, darunter die Deutsche Gesellschaft für Nationalitätenrecht (vormals: Ausschuß für Minderheitenrecht), die auch international die Debatten um Minderheiten-, Autonomie- beziehungsweise „Volksgruppen“-Rechte „maßgeblich beeinflussten“.
Nach Prehn war Boehm „spätestens seit den zwanziger Jahren als einer der maßgeblichen Sinn-, Deutungs- und Ideologie-Produzenten und -Akkumulatoren an der Schnittstelle zwischen theoretisch-konzeptioneller Arbeit und politischem Aktivismus auf der vorwiegend mit ‚völkischen‘ Kategorien argumentierenden und agitierenden politischen Rechten in Deutschland aktiv“.

### Völkisches Denken undDas eigenständige Volk
Boehm, dessen Gedankenwelt sich auf der Grundlage der völkischen Bewegung entwickelte, konstruierte ausgeprägte dualistische Denkweisen im Spannungsfeld von Vorbildern und Feindbildern. So waren für ihn die Völker die einzig „wahren“, wirkmächtigen Geschichtssubjekte. „Volk“ und „Volkstum“, „Stamm“, „Landschaft“ und „Landsmannschaft“ sowie das Konstrukt des „Volks- und Kulturbodens“ des Geographen Albrecht Penck und Wilhelm Volz galten Boehm als die wichtigsten Gegenbegriffe zu dem, was er „Ideologie“ nennt, zur modernen Massengesellschaft, zur Zivilisation und zum Fortschrittsglauben, zu „Westlertum“, Liberalismus und Individualismus sowie allen Modellen einer Staatsbürgernation.
Sein Buch Das eigenständige Volk (1932) war beispielsweise als Abgrenzung zu Staatstheorien gedacht. Boehm stützt sich nach Prehn dabei in seiner „Theoriebildung auf eine Vielzahl bisweilen eher dürftig definierter, vor allem aus den politischen Ideen der deutschen Romantik und der antinapoleonischen Befreiungskriege hergeleiteter Komposita des Begriffs ‚Volk‘“.
Neben Begriffen wie „Volksindividualität“ und „Volkspersönlichkeit“ und in Abgrenzung zum Bereich des „Nationalen“, in dem nach Boehm das Spannungsfeld zwischen Volk und Staat angesiedelt sei, tauchen in den Überschriften einzelner Abschnitte seiner Schriften folgende weitere, jeweils säuberlich voneinander unterschiedene Ableitungen auf:
- „Volk als Artbegriff: das Völkische“,
- „Volk als Gesellschaftsgefüge: das Volkhafte“,
- „Volk als eigenständiges Wesen: das Volkliche“,
- „Volkswesenheit“ sowie über
- „Volklichkeit als Haltung“[5]

In den Kapiteln unter oben genannten Überschriften setzt Boehm sich mit unterschiedlichen Konzepten und Theorien des Volkes auseinander, die in seiner Zeit populär waren. Unter der Überschrift „Volk als Artbegriff: das Völkische“ findet eine kritische Beschäftigung mit jenen Theorien statt, die Volk rassisch begründen. Dabei stehen im Mittelpunkt die Thesen von Hans F. K. Günther, Houston Stewart Chamberlain und Arthur de Gobinaeau – die Theorie des Letztgenannten bezeichnet Boehm auch als „nordische[n] Rassenmessianismus“. Boehm will der Rassenforschung seiner Zeit nicht ihren analytischen Erkenntniswert absprechen, meint aber, dass ihre „übereilte und unkritische volkstheoretische Anwendung [...] entschieden zu bekämpfen“ sei. Weiterhin wirft er den Rassetheoretikern vor, den Schluss von Rasse auf das Volk ebenso wenig begründen zu können, wie die Reinheit von Rassen sowie deren kulturelle und soziale Wirkung. Sie würden Geschichte naturalistisch deuten und diese dadurch entwerten. Es sei dieser „rassenkundliche Dilettantismus“ und „Blutdeterminismus“, der volkstheoretische Fragen verkürze und einer wissenschaftlichen Beschäftigung mit dem Volk im Wege stünde.
Unter der Überschrift „Volk als Gesellschaftsgefüge: das Volkhafte“ findet bei Boehm eine Diskussion des romantischen Volksbegriffes statt, der Volk als etwas Naturhaftes und Urtümliches versteht, das durch Industrialisierung, Urbanisierung, Liberalisierung und Vermassung zerstört werden würde. Dieser Volksbegriff habe in der europäischen Geistes- und Ideengeschichte die längste Tradition und speise sich aus Platons Politeia sowie der mittelalterlichen Ständeordnung. Als Volk werde hier der Nährstand bezeichnet, der zutiefst konservativ sei und so das „Volkhafte“ bewahren würde. Boehm führt aus, dass diese Vorstellung in der Romantik popularisiert und verwissenschaftlicht wurde und seitdem als 'organisch' bezeichnet werde. Zwar bezieht sich Boehm positiv auf die Vertreter dieses Volksverständnisses, allen voran Johann Gottfried Herder und Wilhelm Heinrich Riehl, kritisiert aber einerseits ihre Gegenüberstellung von Volk und Gesellschaft im Sinne der Gemeinschaft-Gesellschaft-Dichothomie Ferdinand Tönnies’, andererseits den Versuch, im Volk „gewisse Urformen der Gesellschaft zu ermitteln, die allen geschichtlichen und örtlichen Abwandlungen als etwas Urhaft-Menschentümliches zugrunde liegen“. Diese Vorstellungen führten immer zur Annahme, beim Volk handele es sich um eine Gemeinschaft im paradiesischen Zustande, die diesen durch die Moderne verloren habe. Das sei jedoch eine wissenschaftlich unzulässige Anschauung, so Boehm, in der Wesen und Natur miteinander identifiziert werden würden: „Wesen und Natur gehen in solchen Deutungen ineinander über“.
Allen traditionellen Vorstellungen des Volkes sei die Sehnsucht nach „dem Volk“ oder „dem Volkhaften als solchem“ eigen. Durch diese Vorannahme gebe es aber nur ein Volk und nicht ein Volk unter Völkern. Dabei werde übersehen, dass die Grenze, also die Abgrenzung der Völker untereinander konstitutiv für ihre Existenz sei: „Aber diese Grenze darf nicht nur räumlich verstanden werden, sondern sie scheidet ein vielfältiges So-oder-anders-Sein“. Boehm selbst will Volk als „geistigen Zusammenhang“ verstanden wissen, der zu zwischen den Angehörigen dessen eine „relative Artähnlichkeit“ stiftet. Diese relative Artähnlichkeit stifte eine Gemeinschaft, die durch die Volksangehörigen verwirklicht werde und „die das Zentrum der Personenhaftigkeit des Einzelnen betrifft“: „Volk in diesem Sinn verwirklicht sich in einer gemeinschaftlichen Kulturaussonderung, die wir Volkstum nennen, dieses Volkstum wird von einem gemeinschaftlichen und arteigenen Geist getragen, für dessen inbildliches Maß und Ziel die Bezeichnung Volkheit vorgeschlagen ist“. Das Volkstum konkretisiert sich sozial und geschichtlich in Recht und Sitte, forme aber auch den Einzelnen durch eine diesem oktroyierte Haltung. Diese Haltung will Boehm als volklichen Ethos verstanden wissen, in dem auch ein Zielbild wurzele, „das die Ebene des staatlichen Lebens bestimmt“. Zwar wolle Boehm weder das Völkische sowie das Volkhafte zur Bestimmung des Volkes unbeachtet lassen, will aber verstanden wissen, dass das Volk eigenständig und nicht auf Rasse, Gesellschaft, Staat oder etwa Religion zu reduzieren sei.
Selbstbezeichnend zielt Boehm auf eine Volkstheorie, die das Volk ernst und wesenhaft nimmt, ohne einer biologistischen, soziologistischen oder etatistischen Reduktion zum Opfer zu fallen: „Damit ist gegen jeden Nationalismus, der das Volkliche ins absolute übersteigert, eine feste Scheidewand errichtet“. Gegen das „ethnokratische Prinzip“ des Nationalismus stellt Boehm seine eigene Position, die er als „ethnopathetische Haltung“ bezeichnet. Diese ethnopathetische Haltung begreift das Volk nicht als Volk im metaphysischen oder ontologischen Sinne, sondern als Volk unter Völkern: „Die Welt, in der das Volk seinen Ort hat, ist uns deshalb durch einen Pluralismus irgendwelcher Art bestimmt“.
Die von ihm und weiten Teilen der Rechten, der Deutschnationalen Bewegung und den Jungkonservativen propagierte deutsche „Volksgemeinschafts“-Ideologie zielte, so Prehn, „im Kern auf die Zerschlagung sowohl der politischen Fundamente der Weimarer Demokratie als auch auf die Revision der europäischen Nachkriegsordnung ab“. Eine „national verantwortliche“ deutsche „Volksgemeinschaft“ sollte sich nach dem Untergang des Kaiserreichs über Klassen-, Standes- und Konfessionsgrenzen hinwegsetzenden und diente als propagandistisches Kampfmittel für den „Staatsboykott“.

#### Die Formel Korporativismus
Eine besondere Bedeutung im Rahmen von Boehms politischen Konzepten hatte für ihn der „Korporativismus“. Auf der Grundlage dieses ständestaatlichen Prinzips glaubte er beispielsweise an eine „organische Volksgliederung“ und eine „Gesundung“ des deutschen Volks, das die „völkischen“ Rechten durch den „westlerischen Zivilisationskult“ und die „Vermassung“ bedroht sahen. Gleichzeitig hatte dieses Modell für ihn Vorbildfunktion für ein übernationales „Ordnungsprinzip“, das sich in der Forderung „kultureller Autonomie der Nationalitäten“ ausdrückte.
Nach Boehms Weltbild sollten Völker oder „Volksgruppen“, aber nicht der Staat rechtsgestaltend sein. So schrieb er beispielsweise: „Kulturautonomie und Volksrecht, Erscheinungen aus verwandter Wurzel, können vom Staat nicht gewährt, sondern nur anerkannt werden“.

#### Antisemitismus
Wie generell Anhänger völkischer Ideologie war auch Boehm entschiedener Antisemit. Die Rassekategorie „Blut“ war für ihn z. B. ein gutes Exklusionsmittel, um die besetzten Ostgebiete zu germanisieren, denn "Der Begriff deutsches Blut war ausgezeichnet, um uns gegen die Juden abzugrenzen."

### Radikalisierung im Nationalsozialismus

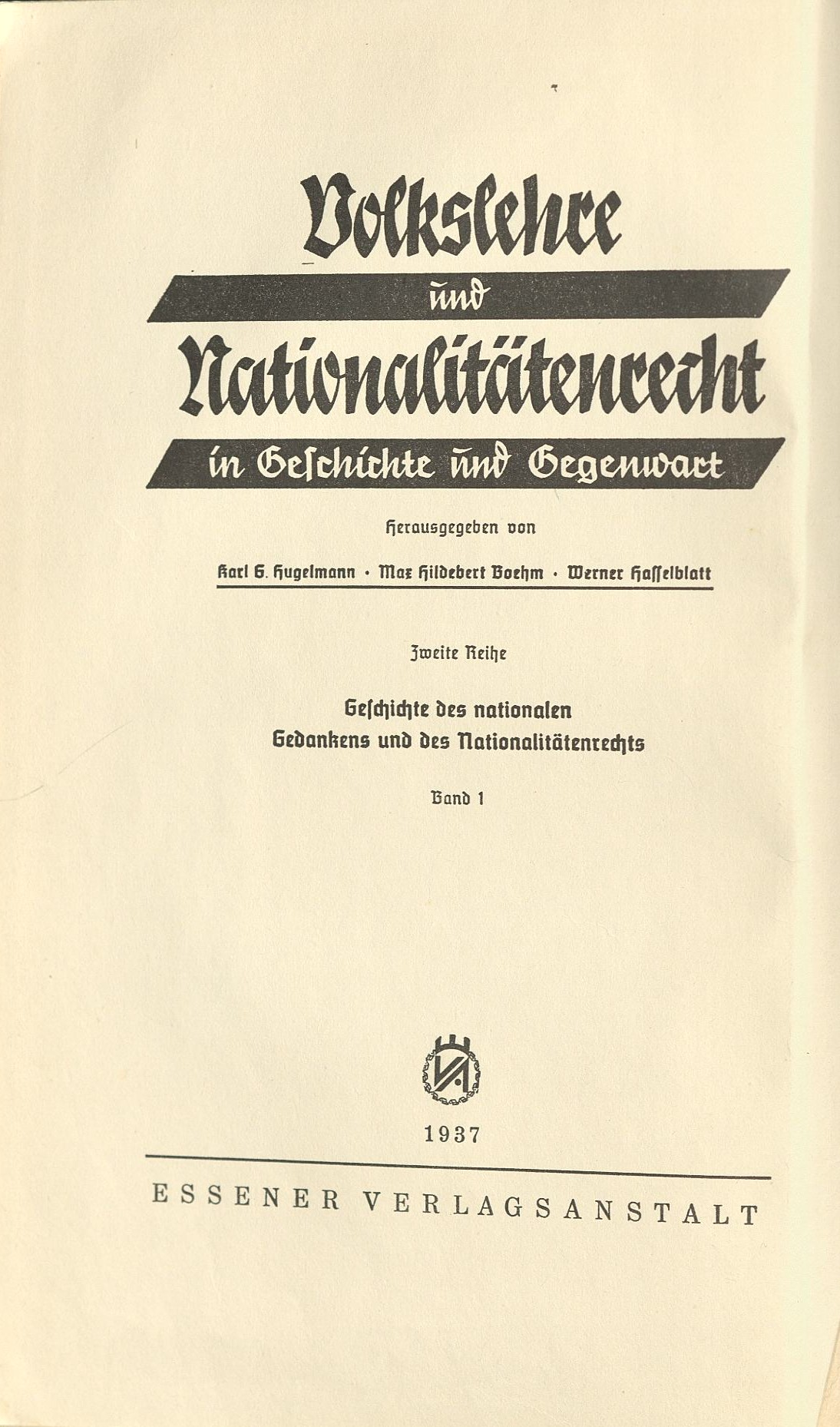
Mitherausgeber

In aller Aggressivität und Radikalität formulierte Boehm seine „antiassimilationistische“, ethnopolitische Programmatik, in seinem – so Prehn – „die nationalsozialistische ‚Judenpolitik‘ des Jahres 1933 offensiv rechtfertigenden Artikel in der jungkonservativen Zeitschrift ‚Der Ring‘ vom 28. April 1933.“
Während der Zeit des Nationalsozialismus propagierte Boehm als „Souffleur der Macht“ (van Laak), „als Experte und Politikberater auf ‚volkstumspolitischem‘ und nationalitätenrechtlichem Gebiet, unter anderem in verschiedenen Ausschüssen der Akademie für Deutsches Recht, die konsequente ‚Dissimilation‘ von ‚Volksgruppen‘“. 1934 wurde er förderndes Mitglied der SS. In die NSDAP wurde er allerdings trotz der Unterstützung durch den Gauleiter von Thüringen Fritz Sauckel nicht aufgenommen, weil er 1932 in Das eigenständige Volk die Rassendoktrin Alfred Rosenbergs als „pseudo-religiöse Blutmystik“ abgetan hatte. Ebenfalls wurde Boehms Konzept des eigenständigen Volkes vonseiten der NS-Behörden als inkompatibel mit der herrschenden Rassenideologie im Allgemeinen und jener der SS im Besonderen gesehen. So unterschied Boehm streng zwischen Volk und Rasse, was ihn beispielsweise zu einem Befürworter der Integration der Polen in Deutschland werden ließ. Als ein Beispiel für ‚slawische Deutsche‘ nannte er die Thüringer und mit diesen „Richard Wagner, Fichte, Klinger, die wir als Prototypen des Deutschtums zu bezeichnen pflegen.“
Im Dezember 1944, „auf einer von den SD-/SS-Intellektuellen Otto Ohlendorf und Reinhard Höhn einberufenen Arbeitsbesprechung des Reichswirtschaftsministeriums über soziologische Fragen und Aufgaben“, machte er sich laut Prehn „dafür stark, dass namentlich die verantwortlichen Männer der deutschen Wirtschaftsführung und Wirtschaftsplanung, wenn sie den ‚Wirtschaftsexponenten‘ der ‚Fremdvölker‘ gegenüberträten, ausgerüstet sein sollten“. Boehm sagte dort wörtlich:
„(…) mit einem gewissen Werkzeug der Völkerpsychologie, ganz praktisch in dem Sinne, dass sie wissen, welche Wirkung die Strukturbegriffe unserer Volksordnung haben, ohne, dass sie nun etwa im Zuge dieser verantwortlichen Planungen usw. anderen Völkern auch aufgedrängt werden sollen. Man wird, wenn wir führen wollen, sich mit einem Minimum von Aufdrängen begnügen müssen[,] und wenn man dies will, muss man eine gewisse Vorstellung haben, wie die Volksordnung der anderen Völker aussieht[,] und weiter eine gewisse Vorstellung von der nationalen Bedingtheit unserer eigenen Volksordnung.“

### Nach 1945
Im Oktober 1945 wurde Boehm aus dem Öffentlichen Dienst entlassen. Er zog von der Sowjetischen Besatzungszone in die Britische Zone, konnte sich akademisch aber nicht wieder etablieren. 1951 gründete er die später staatlich geförderte „Nordostdeutsche Akademie“ in Lüneburg. Sie wurde später in „Ostdeutsche Akademie“ beziehungsweise „Ost-Akademie“ umbenannt.
In der Sowjetischen Besatzungszone wurden folgende Schriften Boehms  auf die Liste der auszusondernden Literatur gesetzt:
- Was uns not tut (Kulturliga, Berlin 1919).
- Der Verrat des Ostens und das gefährdete Preußen (Vertriebsstelle politischer Schriften, Berlin 1921).
- Ruf der Jungen (Urban-Verlag, Freiburg 1933).
- Die deutschen Grenzlande (Hobbing, Berlin 1930).
- Der Bürger im Kreuzfeuer (Vandenhoeck & Ruprecht, Göttingen 1933).
- Volksdeutsche Forderungen zur Hochschulerneuerung (Kohlhammer, Stuttgart 1933).
- Der 18. Januar und die andern Deutschen (Fischer, Jena 1934).
- Volkstheorie als politische Wissenschaft (Frommann, Jena 1934).
- Die Krise des Nationalitätenrechts (Frommann, Jena 1935).
- Volkstheorie und Volkstumspolitik der Gegenwart (Junker und Dünnhaupt, Berlin 1935).
- ABC der Volkstumskunde (Verlag Volk und Heimat, Potsdam 1936).
- Volkskunde (Weidmann, Berlin 1937).
- Volkstumswechsel und Assimilationspolitik (Frommann, Jena 1938).
- Deutsch-Österreichs Wanderschaft und Heimkehr (Essener Verlagsanstalt, Essen 1939) sowie
- das von Boehm zusammen mit Karl Christian von Loesch herausgegebene Der befreite Osten (Dt. Buchvertriebsstelle Hofmeier, Berlin 1940).

In der Deutschen Demokratischen Republik folgten auf diese Liste noch Boehms Schriften
- Kleines politisches Wörterbuch (Kochler, Leipzig 1919),
- Körperschaft und Gemeinwesen (Koehler, Leipzig 1920),
- Was will Volkslehre? (Franckh, Stuttgart 1934) sowie
- das von Boehm zusammen mit Arthur Moeller van den Bruck und Heinrich von der Gleichen herausgegebene Die neue Front (Paetel, Berlin 1922).[24]

Boehms Arbeitsgebiete lagen bis in den 1960er-Jahren hauptsächlich in der Flüchtlings-, Vertriebenen- und Deutschlandpolitik.
Nach Kriegsende entwickelte Boehm im flüchtlingspolitischen Diskurs seine stets pragmatisch-politisch angelegten Konzepte fort. Zusammen mit anderen ehemaligen Mitarbeitern wie Eugen Lemberg begann er mit „semantischen Umbau-Arbeiten“, um an seine früheren Entwürfe wieder anknüpfen zu können. Die „bisweilen auch durchaus inhaltlich-konzeptionellen Umbauten“, so urteilt Prehn, stellten sich bei „näherer Betrachtung vielfach oft kaum mehr“ dar „als Neuetikettierungen, Adaptionen und eher leichte, oberflächliche Transformationen 'alter' Entwürfe aus den 1920er/30er Jahren“.
Es begann eine intensive geschichtspolitische Phase der Revision und vor allem der Aufrechnung mit Vertreibungen und Zwangsumsiedlungen sowie der Flucht der Deutschen aus den nun auf längere Sicht verloren erachteten deutschen Ostgebieten.

## Wirkungsgeschichte
In der Forschung weisen rückblickend besonders Ulrich Prehn, Samuel Salzborn und Axel Schildt auf die Nachhaltigkeit seiner Konzepte und Konstruktionen hin, mit denen er und andere Rechtsintellektuelle wie etwa Hermann Raschhofer die ethno- beziehungsweise ordnungspolitischen Diskurse in Deutschland bis in die 1960er Jahre formten.

## Ehrungen
- 1956: Verdienstkreuz 1. Klasse der Bundesrepublik Deutschland

## Schriften
- Natur und Sittlichkeit bei Fichte, Halle an der Saale 1914.
- Der Sinn der humanistischen Bildung, Verlag von Georg Reimer, Berlin 1916.
- Das eigenständige Volk. Volkstheoretische Grundlagen der Ethnopolitik und Geisteswissenschaften, Göttingen 1932.
- Das eigenständige Volk. Einführung in die Elemente einer europäischen Völkersoziologie. Göttingen 1932.
- Der Bürger im Kreuzfeuer, Vandenhoeck & Ruprecht, Göttingen 1933.
- (Hrsg. gemeinsam mit Karl Christian von Loesch): Deutsches Grenzland. Jahrbuch des Instituts für Grenz- und Auslandsstudien 1935, Kurt Hofmeier, Berlin 1935.
- (Hrsg. gemeinsam mit Karl Christian von Loesch): Der befreite Osten, Dt. Buchvertriebsstelle Hofmeier, Berlin 1940.
- Das eigenständige Volk. Grundlegung der Elemente einer europäischen Völkersoziologie. Darmstadt 1965.